# Sucesión al trono de Noruega

Escudo de Armas Real de Noruega

La línea de sucesión al trono noruego consiste en una serie de personas que tienen el derecho a convertirse en el Jefe de Estado de Noruega.
La sucesión está regida actualmente por el artículo 6 de la Constitución, que fue modificada en el año 1990 para introducir la primogenitura absoluta por sobre la primogenitura de preferencia masculina que regía hasta ese año. Así, son elegibles al trono los descendientes del actual rey, Harald V, importando solamente el orden de nacimiento y la línea directa; solo es el caso de los hijos del rey en que se sigue usando la primogenitura masculina, ya que el príncipe Haakon Magnus es el heredero a la Corona por sobre su hermana mayor, la princesa Marta Luisa.
Las leyes de sucesión a la Corona de Noruega pueden dividirse en tres etapas de la historia:
- Hasta 1971, funcionaba la primogenitura agnática, que eliminaba completamente a las mujeres y sus descendientes de la línea de sucesión (solo hubo una excepción a esta regla que fue el caso de la única monarca mujer que gobernó Noruega la reina Margarita I de Dinamarca, Suecia y Noruega, entre 1387 y 1412).
- Desde 1971 hasta 1990, la ley respetaba la primogenitura cognática de preferencia masculina, es decir que las mujeres podían heredar pero estaban detrás de sus hermanos varones en la línea de sucesión.
- Desde 1990 hasta la actualidad, rige la primogenitura absoluta, en el que el sexo de la persona no modifica su lugar en la sucesión.

## Línea de Sucesión
Actual rey de Noruega: Su Majestad el rey Harald V de Noruega.
Predecesor: Su Majestad el rey Olaf V de Noruega.
Heredero: Haakon Magnus, príncipe heredero de Noruega.

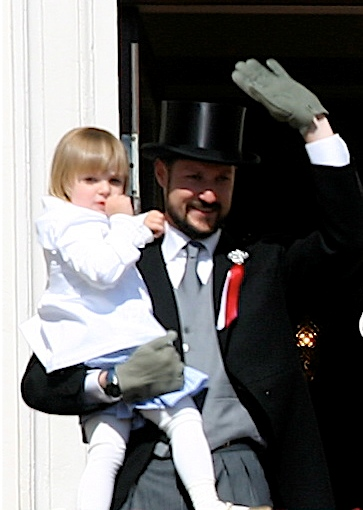
El príncipe heredero Haakon Magnus y su hija, la princesa Ingrid Alexandra, son los dos miembros de la familia real de los que se sabe que serán monarcas de Noruega algún día, al menos que se produzca algún evento que afecte su llegada al trono.

- Herederos a través de Harald V.El príncipe heredero Haakon Magnus y su hija, la princesa Ingrid Alexandra, son los dos miembros de la familia real de los que se sabe que serán monarcas de Noruega algún día, al menos que se produzca algún evento que afecte su llegada al trono.

- Olaf V de Noruega (n.1903-1991)
- Rey Harald V (n. 1937)[2]
  - (1) Haakon Magnus, príncipe heredero de Noruega (n. 1973)[3]
    - (2) Princesa Ingrid Alexandra de Noruega (n. 2004)[4]
    - (3) Príncipe Sverre Magnus de Noruega (n. 2005)[5]

  - (4) Princesa Marta Luisa de Noruega (n. 1971)[6]
    - (5) Maud Angélica Behn (n. 2003)
    - (6) Leah Isadora Behn (n. 2005)
    - (7) Emma Tallulah Behn (n. 2008)